# نهر الجوز
نهر الجوز : ينبع من منطقة تنورين و يصب بالبحر الأبيض المتوسط قرب مدينة البترون. يبلغ طوله 38 كيلومتر .

يغذي نهر الجوز قضاء البترون بمياه الشفة والري كما يتميز طول مجراه بالثروة الحرجية الكثيفة.

تقع على الضفة اليمنى لنهر الجوز قلعة المسيلحة الأثرية جنوب منطقة رأس الشقعة.

## توضيح
هناك رافد لنهر الحاصباني في جنوب لبنان يأتي من تدفق مياه نبع الجوز في منطقة شبعا و يعرف أيضا بنهر الجوز ولكن على نطاق ضيق ولكن الأشهر هو أن نهر الجوز هو في قضاء البترون.